# Kenrei Mon’in

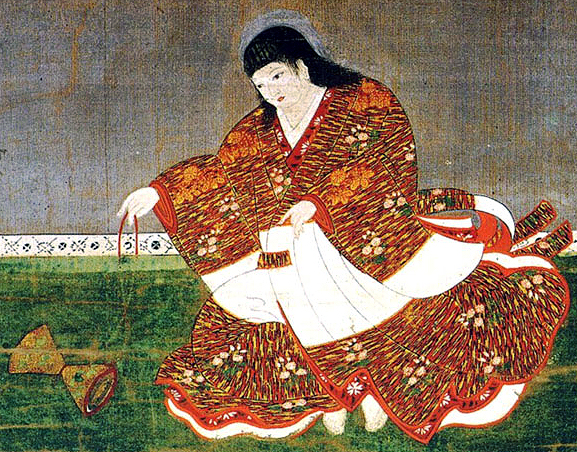
Kenrei Mon’in

Kenrei Mon’in (japanisch 建礼門院; geboren 1155 als Taira no Tokuko; gestorben 25. Januar 1214) war eine japanische Aristokratin, eine Nebenfrau des Kaisers Takakura und Mutter von Kaiser Antoku.

## Leben und Wirken
Kenrei Mon’in war eine Tochter von Taira no Kiyomori, Großstaatsminister, und seiner Frau Taira no Tokiko (平時子). Zu ihren Halbgeschwistern gehörten Munemori (宗盛), Tomomori (知盛) und Shigehira (重衡). Am 26. Dezember 1171 wurde sie im Zuge der Ausweitung der politischen Macht ihres Vaters und der Politik des Kaiserpalastes die Konkubine (中宮, Chūgū) des Kaisers Takakura.
Im Jahr 1178 wurde ein Prinz, der spätere Kaiser Antoku, geboren und 1180 wurde Kenrei zur Landesmutter, als er den Thron bestieg. Am 14. Januar 1181, als der pensionierte Kaiser Takakura verstarb, plante ihr Vater Kiyomori, Tokuko an den Hof des im Ruhestand lebenden Kaisers Go-Shirakawa zu schicken, doch Tokukos heftige Proteste führten dazu, dass er das aufgab. Am 25. November wurde der posthume Name für Kaiser Takakura proklamiert.
Im Juli 1183 marschierte Minamoto no Yoshinaka in Kyōto ein und verfolgte dem Taira-Klan mit Kaiser Antoku. Am 24. März 1185, als der Klan in der Schlacht von Dan-no-ura unterging, stürzte sich auch Tokuko ins Wasser, wurde aber gerettet. Nach ihrer Rettung kehrte sie nach Kyōto zurück und schor ihr Haar als Zeichen, dass sie der Welt entsagte. Im Herbst zog sie zum Tempel Ōhara-Jakkōin (大原 寂光院) und betete für den Buddha der Familie. Im nächsten Jahr besucht sie der im Ruhestand lebende Kaiser Go-Shirakawa.
Ihr Todesjahr wird in der Erzählung zur Geschichte der Taira, im „Heike Monogatari“, und verschiedenen Aufzeichnungen auf unterschiedliche Weise beschrieben. Ihr Tod jedenfalls markiert das Ende der gesamten Erzählung, was ihm die Bedeutung des Requiems der Familie verleiht. Ihr glückliches Leben und ihr Leid im Leben wird im „Kenrei Mon’in Ukyōnodaibu-shū“ (建礼門院 右京大夫集) beschrieben.